# El último pecado
El último pecado es una obra de teatro escrita por Pedro Muñoz Seca.

## Argumento
Ambientada en el San Sebastián de la época, narra los sufrimientos de Doña Luisa por lograr la felicidad de su hijo Luis. Ella había sido actriz en su juventud, profesión mal vista en la época. Ese pasado sombrío se cierne sobre la felicidad de Luis, a punto de casarse con María, hija de unos marqueses defensores a ultranza de la más estricta moralidad y que se oponen finalmente al matrimonio. Luisa decide fingir una vida disoluta, para provocar el rechazo de su hijo que conseguiría el perdón de los futuros suegros.

## Personajes
| - Luisa - Conchita - María - Pepa - Marta - Madame Bergere - Carmencita - Victorina - Carlota - Mari-Gili - Mosqueta - Viventa - Palacios | - Sandoval - Luis - Almansa - Cayetano - Bernabé - Romerito - Capicúa - Lerele - Zambrano - Pacheco - Medina - González |

## Estreno
- Teatro de la Princesa, Madrid, 8 de enero de 1918.
  - Intérpretes: María Guerrero (Luisa), Fernando Díaz de Mendoza y Guerrero (Luis), María Fernanda Ladrón de Guevara (María), Fernando Díaz de Mendoza, María Cancio, Julia Pachelo, Felipe Carsí, José Santiago, Alfredo Cirera, Carlos Díaz de Mendoza y Guerrero, Ricardo Juste, Félix Dafauce.